# Шейки (Могилёвская область)
Шейки (бел. Шэйкі) — деревня в Мстиславском районе Могилёвской области Белоруссии. Входит в состав Ходосовского сельсовета.

## География
Деревня находится в северо-восточной части Могилёвской области, в пределах Оршанско-Могилёвской равнины, на берегах реки Альховки, к востоку от железнодорожной линии Орша — Унеча Белорусской железной дороги, на расстоянии примерно 17 километров (по прямой) к западу-юго-западу (WSW) от Мстиславля, административного центра района. Абсолютная высота — 204 метра над уровнем моря.

## История
Согласно «Списку населенных мест Могилёвской губернии» 1910 года издания населённый пункт входил в состав Долговичской волости Чериковского уезда Могилёвской губернии. Имелось 9 дворов и проживало 56 человек (36 мужчин и 20 женщин).
Советская власть была установлена в январе 1918 года. В 1931 году организован колхоз «Прогресс», который в 1932 году объединял 33 хозяйства и имел 403 га пашни. В деревне работали льнозавод, шерсточесальная машина и кузница по ремонту сельхозинвентаря.
Во время Великой Отечественной войны, в период с 14 июля 1941 года по 28 сентября 1943 года, деревня оккупирована немецко-фашистскими захватчиками.

## Население
По данным переписи 2009 года, в деревне проживало 13 человек.